# Frank Orth

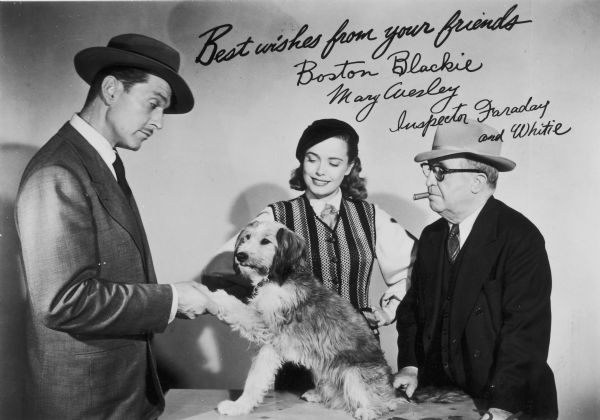
Frank Orth (till höger).

Frank Orth, född 21 februari 1880 i Philadelphia, Pennsylvania, död 17 mars 1962 i Hollywood, Kalifornien, var en amerikansk skådespelare. Orth medverkade i över 150 filmer, nästan alltid i mindre roller. Han hade mot slutet av karriären en större roll som kommissarie i TV-serien Boston Blackie på 1950-talet.

## Filmografi, urval
- 1940 – Det ligger i blodet
- 1940 – Glädjestaden
- 1941 – En studie i brott
- 1941 – Inte ikväll, min vän!
- 1942 – Svindel och kärlek
- 1942 – Vackra Sally
- 1942 – Snabb karriär garanteras
- 1942 – Manhattan
- 1943 – Hallå, Frisco!
- 1946 – Förspillda dagar
- 1946 – Fallet Martha Ivers
- 1947 – Hur kär som helst
- 1948 – Den stora klockan
- 1950 – The Great Rupert
- 1950 – Brudens fader